# Marcelo Estigarribia
Marcelo Alejandro Estigarribia (Fernando de la Mora, 21 september 1987) is een Paraguayaans voetballer die bij voorkeur als middenvelder speelt. Hij verruilde in 2011 Le Mans UC voor Deportivo Maldonado. In 2008 debuteerde hij in het Paraguayaans voetbalelftal.
Deportivo Maldonado verhuurde Estigarribia in de tweede helft van het seizoen 2013/14, gedurende het seizoen 2014/15 en gedurende het seizoen 2015/16 aan Atalanta Bergamo.

## Erelijst
| Kampioen Serie A | 1x | 2011/12 |